# Ident protocol
O Ident protocol ou em português Identificação protocolo, IDENT, especificado no RFC 1413, é um protocolo de Internet que ajuda a identificar o usuário de uma conexão particular TCP. Um programa popular de daemon para a prestação do serviço do ident é chamado de identd.